# コンポンチャム

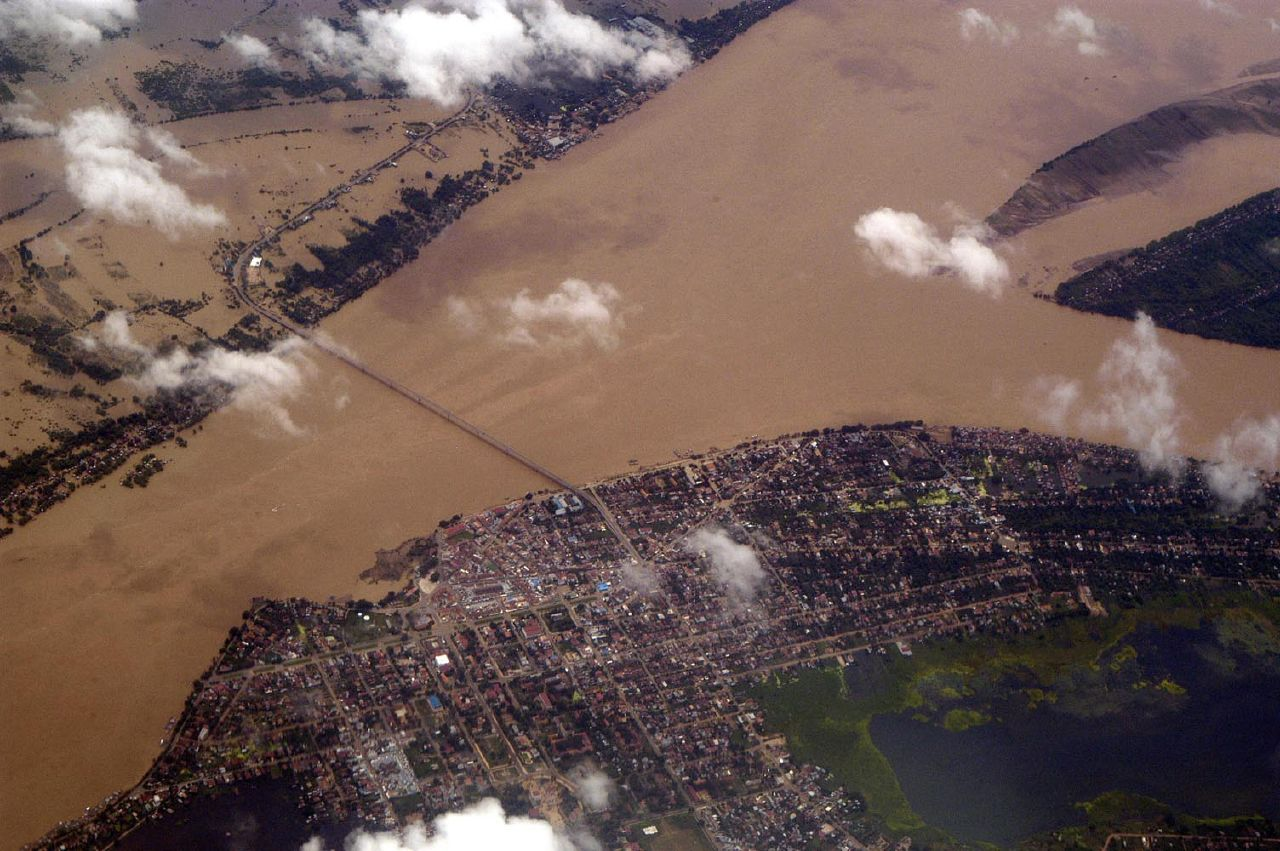
コンポンチャム

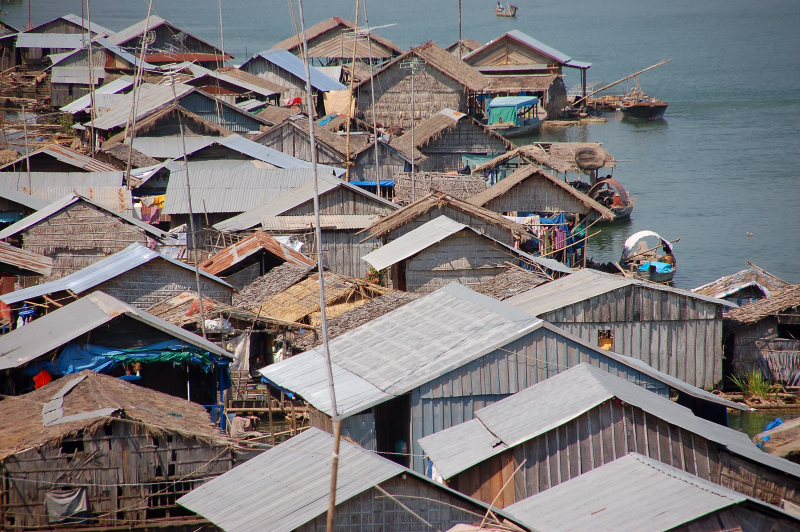
コンポンチャムの村

コンポンチャム(クメール語：ក្រុងកំពង់ចាម)は、カンボジア南東部コンポンチャム州の州都。
メコン川沿いに有る。
2012年の人口は11万8699人で、同国6位。
首都プノンペンの北東124kmに位置する。
町の名前は、チャム人の港という意味がある。
現在も多くのチャム人が住む。

## 観光
- ワット・ノコール
- プノン・ブロス（男山）
- プノン・スレイ（女山）
- コンポンチャム・マーケット
- チェップゴム農園

## 交通
- プノンペンより、バス又はボートにて3時間。